# 16 juin 1971
Le mercredi 16 juin 1971 est le 167e jour de l'année 1971.

## Naissances
- Christian Mayerhöfer, joueur de hockey sur glace allemand
- Derek Lynch, pilote automobile, promoteur et directeur de courses canadien
- Franck Amégnigan, athlète togolais
- Hugo Desnoyer, boucher français
- Imtiaz Ali, réalisateur et un scénariste indien
- Richard Viot, footballeur français
- Tupac Shakur (mort le 13 septembre 1996), rappeur américain

## Décès
- Al Torres (né le 2 janvier 1934), catcheur mexicain
- Ellaline Terriss (née le 13 avril 1871), actrice britannique
- George Copeland (né le 3 avril 1882), pianiste américain
- John Reith (né le 20 juillet 1889), homme politique britannique